# テンニンカ
テンニンカ（天人花、学名：Rhodomyrtus tomentosa）はフトモモ科の常緑低木。東南アジアの熱帯・亜熱帯地方原産。日本では花を観賞するために温室内で栽培される。

## 特徴
春から夏に芳香のある径3cmほどの桃色から紫色の花が咲く。果実は黒紫色に熟し食べられる。世界の熱帯・亜熱帯で広く野生化し（日本では沖縄県など）、外来種として問題になっているところもある。
なお近縁のギンバイカ（銀梅花、ミルテ）のことを天人花と呼ぶこともあるが、ギンバイカは地中海地方原産で、花は白く、耐寒性がある。

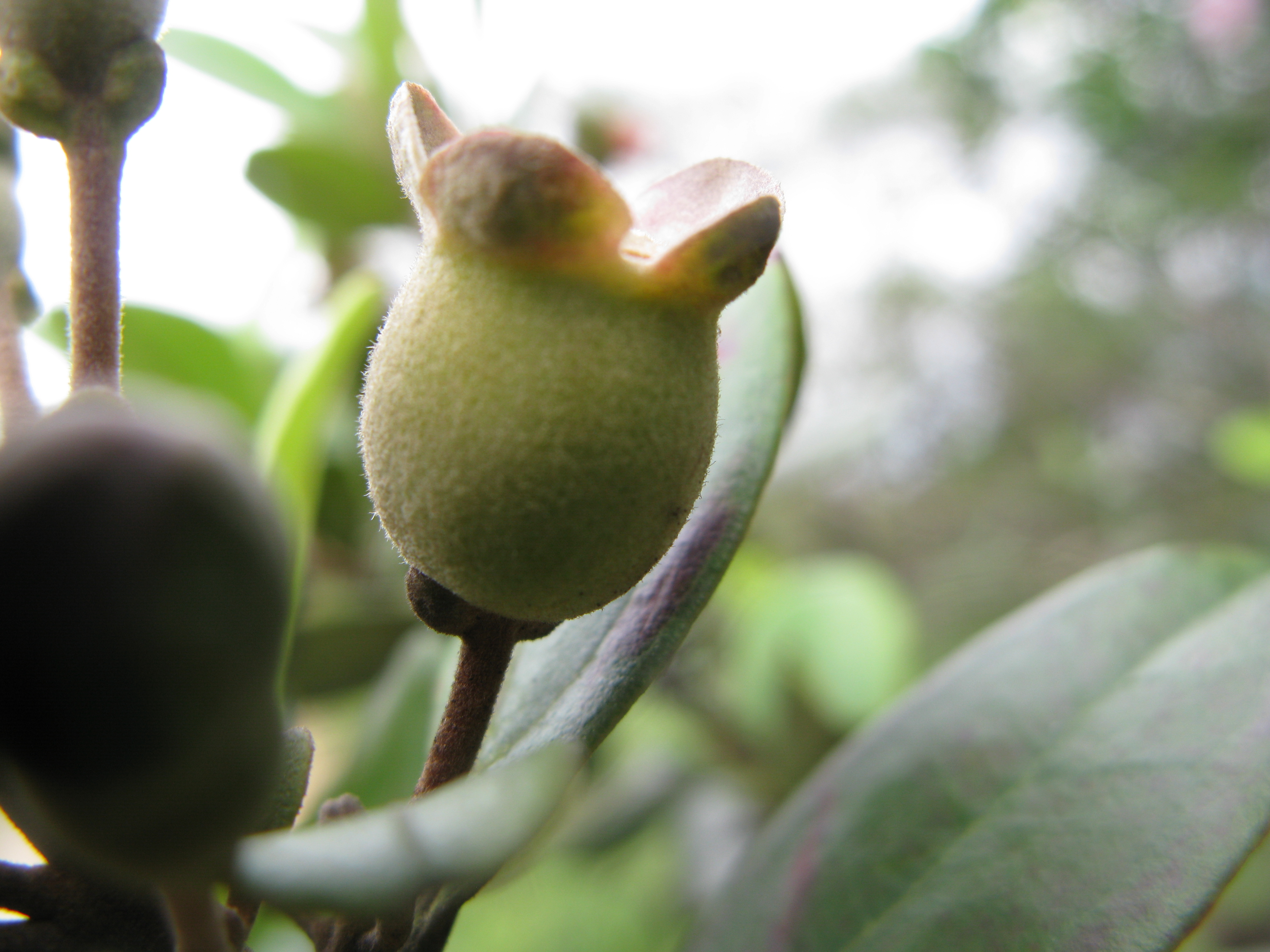
テンニンカの若い果実